# ديشار تيبتي
ديشار تيبتي (الاسم العلمي:Pteris tibetica) هو نوع نباتي يتبع جنس الديشار من فصيلة الديشارية.